# Hřibiny-Ledská
Hřibiny-Ledská jsou obec, která se nachází v okrese Rychnov nad Kněžnou v Královéhradeckém kraji. Žije zde 372 obyvatel.

## Historie
První písemná zmínka o obci pochází z roku 1544.

## Části obce
- Hřibiny
- Ledská
- Paseky

## Galerie

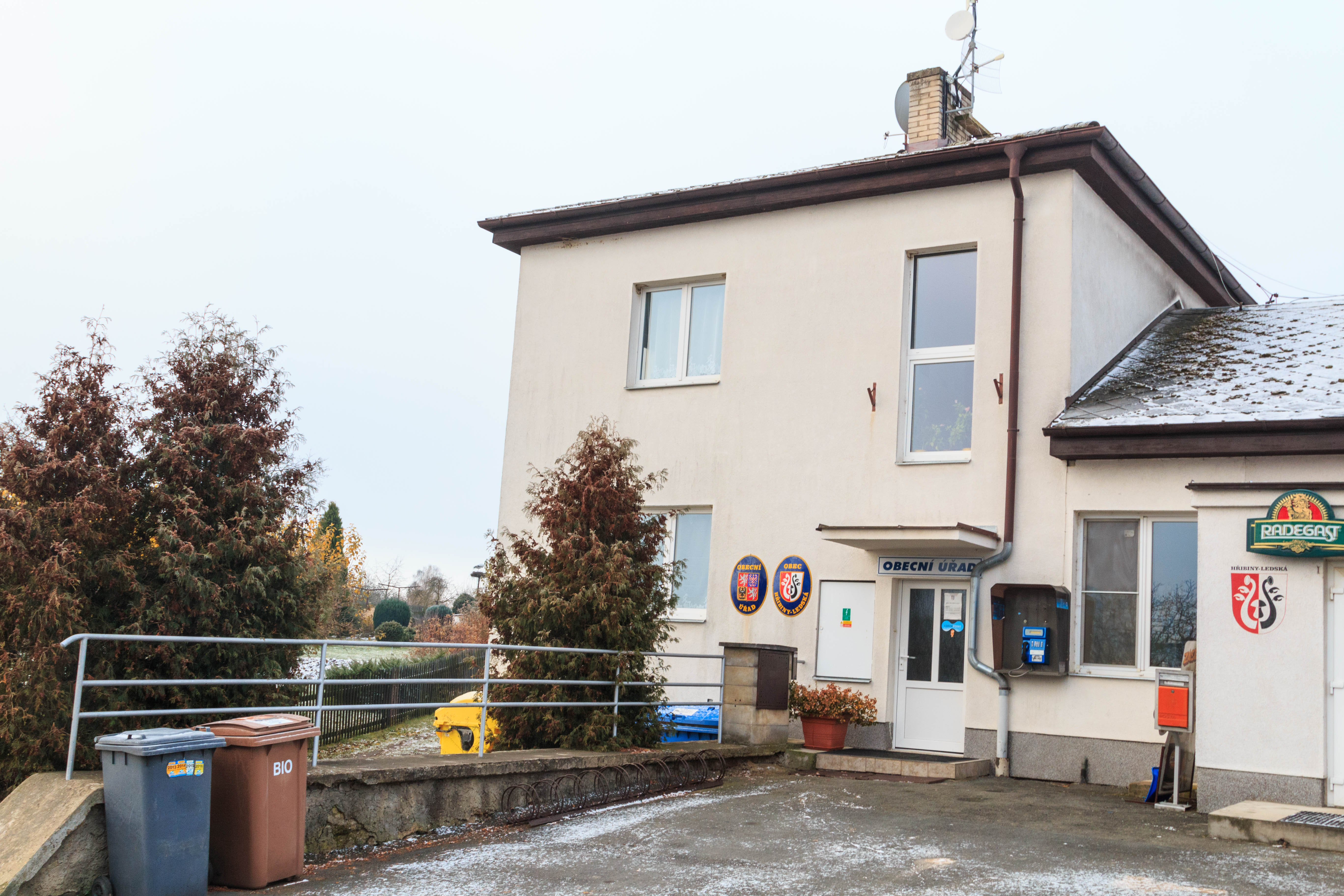
Hřibiny - obecní úřad
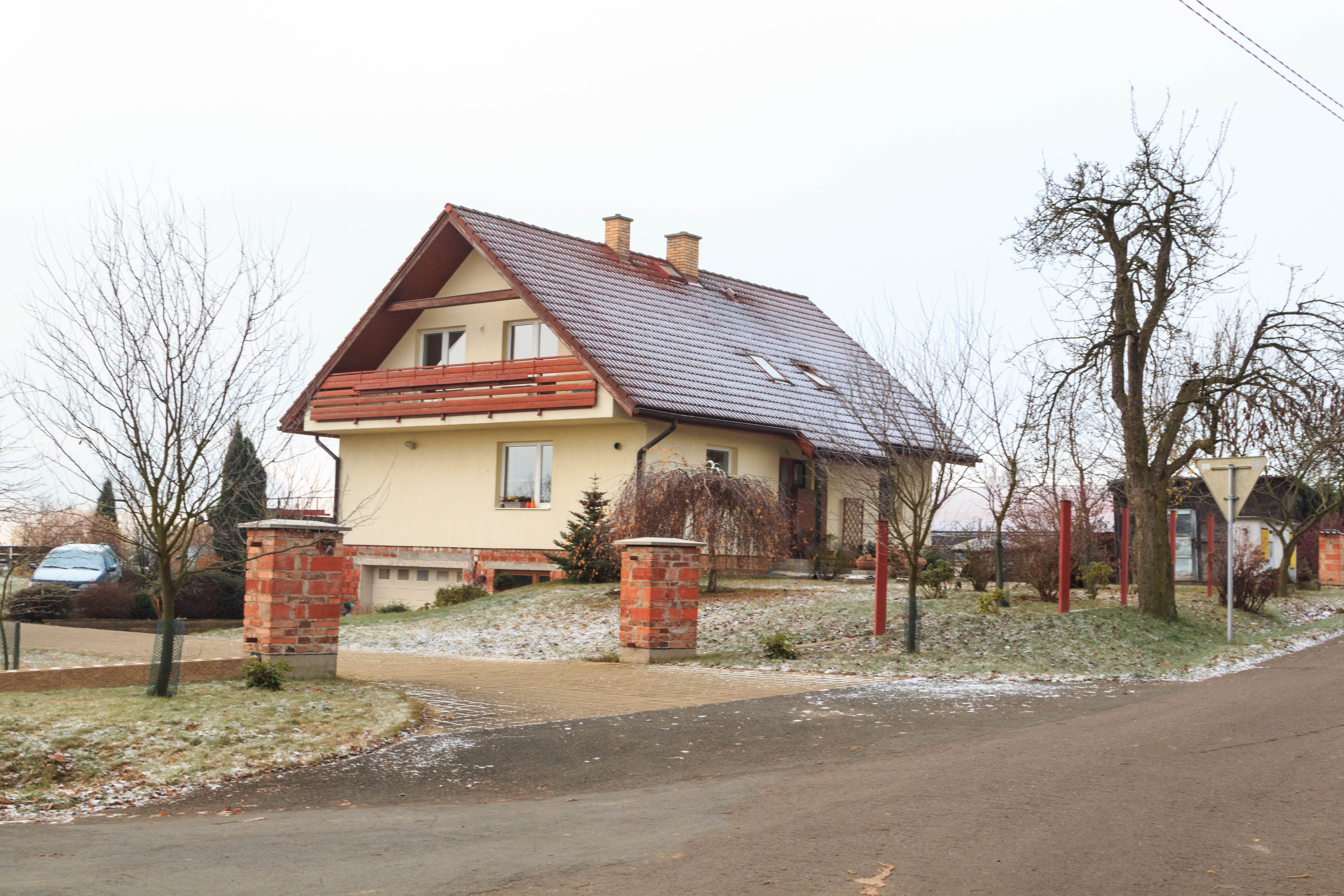
Hřibiny - novostavba
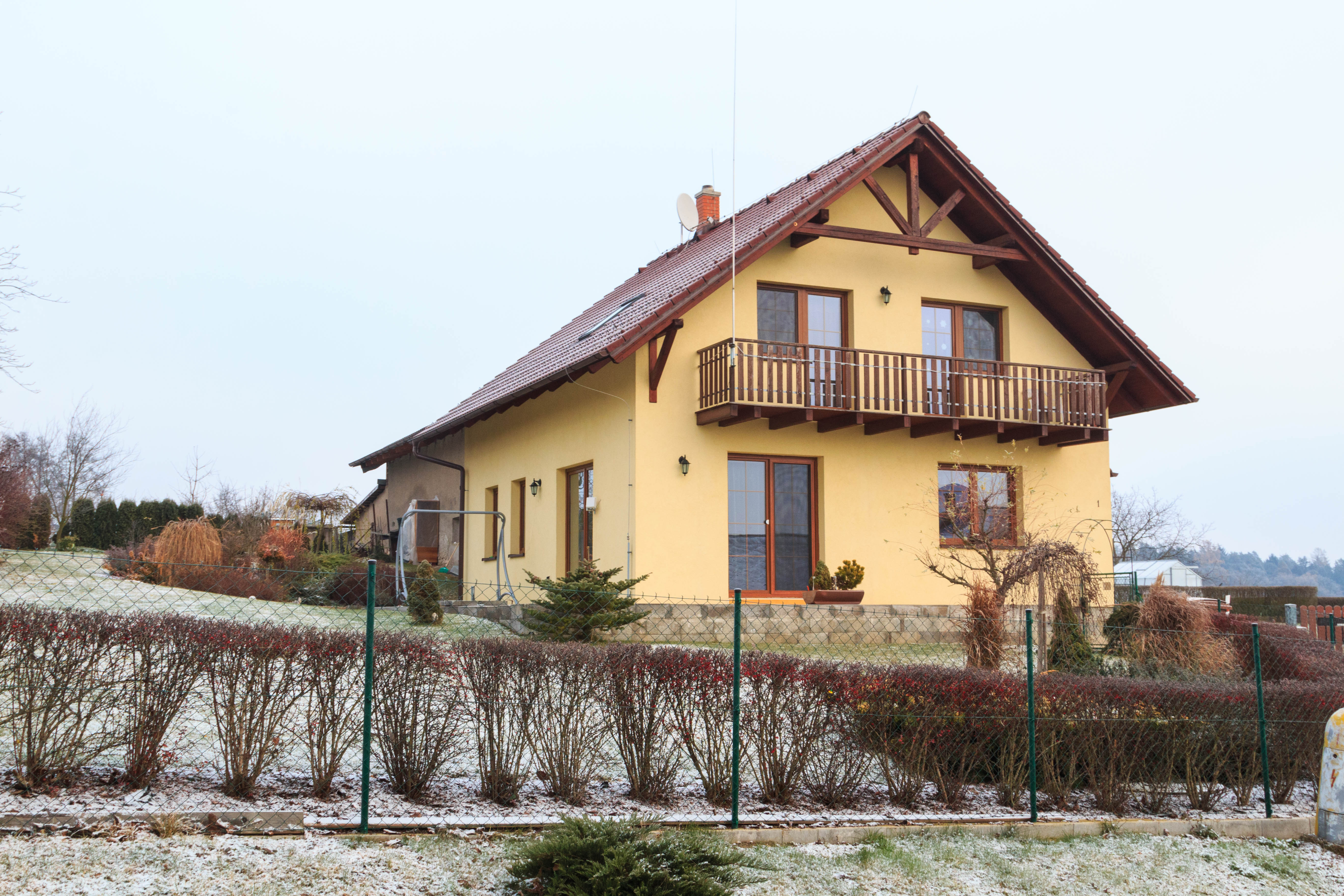
Hřibiny - čp. 1
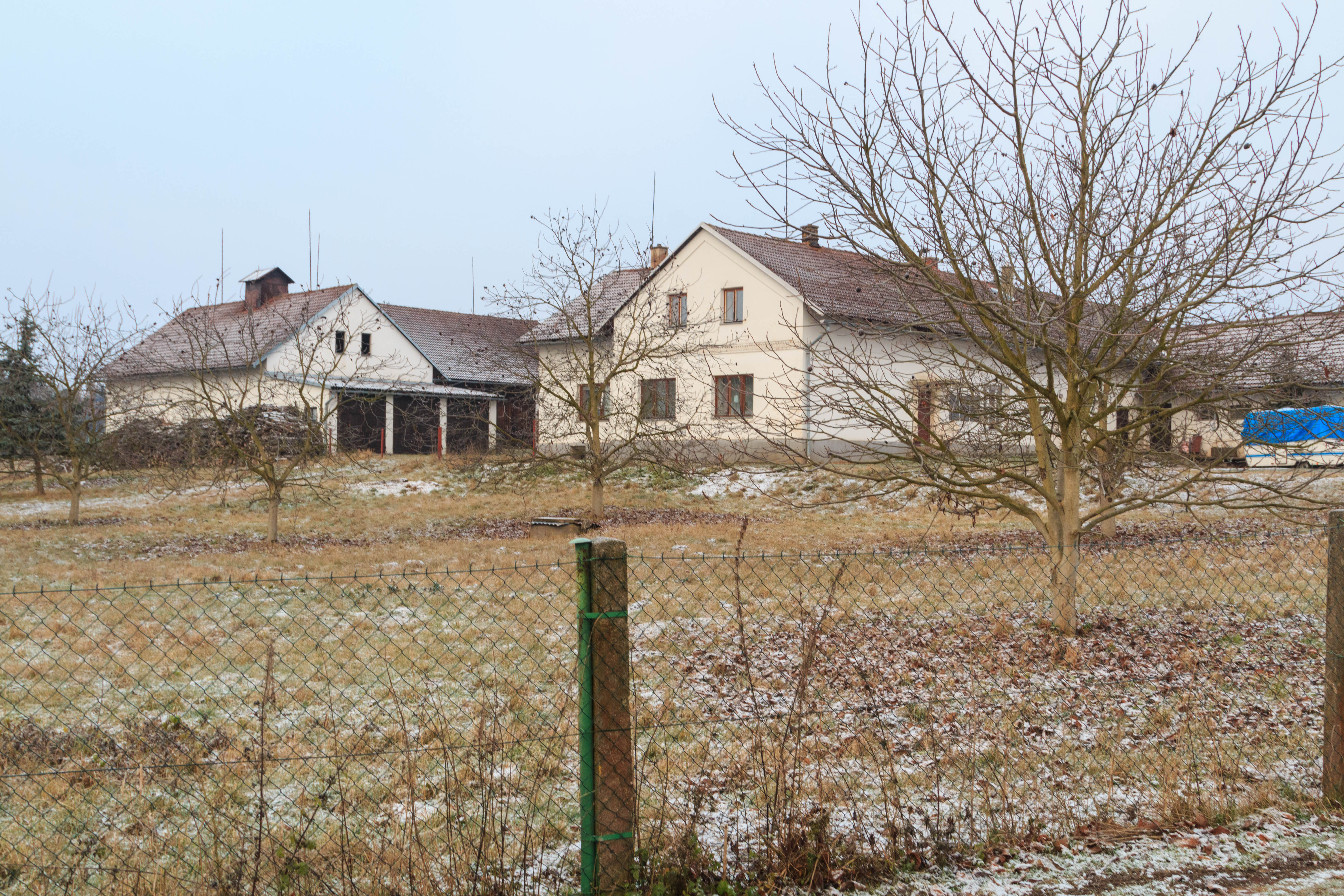
Hřibiny - čp. 6.jpg